# Михатовићи (Пореч)
Михатовићи (итал. Micatti) је насељено место у Републици Хрватској у Истарској жупанији. Административно је у саставу Града Пореча.

## Становништво
Према последњем попису становништва из 2001. године у насељу Михатовићи је живело 95 становника који су живели у 27 породичних и једном самачком домаћинству.
Кретање броја становника по пописима 1857—2001.
| година пописа  | 1857. | 1869. | 1880. | 1890. | 1900. | 1910. | 1921. | 1931. | 1948. | 1953. | 1961. | 1971. | 1981. | 1991. | 2001. |
| бр. становника | 0     | 0     | 36    | 30    | 47    | 74    | 0     | 0     | 54    | 46    | 47    | 45    | 50    | 66    | 95    |

Напомена:У 1857, 1869, 1921. и 1931. подаци су садржани у насељу Нова Вас. Од 1880. до 1910. исказивано под именом Микатовић. Од 1880. до 1900. исказивано као део насеља.